# 公家大将
公家大将（くげたいしょう）とは、南北朝時代の建武政権→南朝において、一軍を率いて軍事的指揮を執った公家のこと。

## 概要
公家大将の典型的な事例として知られるのは、建武元年（1334年）に鎮守府大将軍に任じられた北畠顕家の事例である。その就任経緯は父親の北畠親房が『神皇正統記』の中に記しているが、顕家は武芸の道に通じていないことを理由に辞退をしたものの、後醍醐天皇より藩屏としての期待をかけられて多賀城に派遣されたことになっている。
その一方で、鎌倉幕府を崩壊に導いた元弘の乱で畿内を転戦した護良親王の配下として四条隆貞（四条隆資の子）・中院定平などの公家が一軍を率いた例が見られ、これが公家大将のさきがけとみられる。その後、護良親王の失脚とともに四条隆貞は粛清されたものの、中院定平はその後も活躍しており、また前述の北畠顕家や四条隆貞の一族（隆資・隆俊）、更に二条師基・洞院実世・千種忠顕・堀川光継・二条為冬など、摂関家・清華家クラスも含めて家格を問わずに大将に任じられた例が知られる。また、藤原定家以来の歌道を継承する身であった二条為冬が任じられているという点において、大将の任命と家業の内容との関連も問われていなかったことも知られている。また、北畠顕家や堀川光継のように国司との兼任で派遣された事例もあり、建武政権が重要国において民政のみならず、軍事をも掌握する意図を有した派遣であったとみられている。
通常、鎌倉時代、特に承久の乱以後は公家は軍事に関わらなくなっていったと考えられている。だが、実際にはこの時代の公家は諸大夫・侍などの名目で身辺警護などを目的に一定の武力を保有していた。さらに社会が不安定になった鎌倉時代後期には公家においても武芸を学ぶ人が多くなっていた。兼好法師は『徒然草』（80段）の中で法師・上達部・殿上人が武を好む有様を批判している。また、公家とは直接関係ないものの、中巌円月も『原民編』の中で百姓・出家断髪の者（法師）が武装することを批判しており、公家も含めた社会全般の現象であったことが分かる。従って、公家大将が必ずしも名前だけの存在とは限らなかったのである。
一方、建武政権→南朝と争い、武家政権である室町幕府を成立させた足利氏もその基盤を安定させることは出来なかった。斯波氏や細川氏などの足利一族が守護として派遣された国ですら、その国の国人を帰服させて守護の軍事指揮下に入れることは困難であり、国人などの在地の武士層は状況によって公家（公家大将）側の動員にも、武家（守護）側の動員にも応じていった。例えば、興国3年/康永元年（1341年）に南朝の少納言五辻顕尚が常陸国に潜入した直後に足利方と戦うことが出来たのも、公家大将（顕尚）の動員に従う在地の武士があったのである。

## 公家大将とされる人物
- 千種忠顕 - 従三位、参議。「三木一草」と呼ばれたうちの一人。
  - 千種顕経 - 正二位権大納言。忠顕息。
- 四条隆資 - 従一位大納言。南朝の実務指導者
  - 四条隆貞 - 従四位下参議。隆資の息。
  - 四条隆俊 - 従一位内大臣。隆資の息。
  - 四条有資 - 伊予国司・左中将。隆資の息。伊予の南朝方の指導者。
- 王（ショウ王、「弾正尹宮」） - 皇族。正三位弾正尹兼治部卿。
- 大智院宮 - 弾正尹宮・洞院実世・堀川光継らと信濃国大井城を攻める。
- 護良親王 - 征夷大将軍。「大塔宮」。後醍醐天皇の皇子。
  - 興良親王 - 兵部卿。征夷大将軍。護良親王の子。
- 尊良親王 - 一品中務卿。新田義貞と各地を転戦。金ヶ崎の戦いで破れ、義貞の子の新田義顕ら将兵と共に自害。
  - 宇津峰宮 - 尊良親王の子の守永親王とされる。関東、ついで奥州に下向し、多賀城を奪還。
- 宗良親王 - 一品中務卿。征夷大将軍。「信濃宮」として信濃や越後を拠点に活動。新田義興・北条時行とともに武蔵野合戦の緒戦に勝利、鎌倉を陥落させる。
- 義良親王 - のちの後村上天皇。三品親王・陸奥太守として奥州を転戦。北畠顕家と共に上洛軍を率いて鎌倉攻略。信濃宮・北条時行・新田義興・結城宗広・伊達行朝らと美濃国青野原の戦いで足利方を破る。
  - 良成親王 - 後村上天皇の皇子。征西将軍として九州下向し転戦。
- 満良親王 - 「花園宮」。土佐に下向し、同地の南朝方を糾合し率いる。
- 懐良親王 - 一品・式部卿。「筑後宮」。征西大将軍として征西府を指導。九州を南朝の支配下に置く。
- 中院定平 - 従三位・大納言。能登国司。
  - 中院定清 - 越中国司。定平息。中先代の乱に関連し、井上俊清と戦い戦死。
- 二条師基 - 従一位関白。
  - 二条教基 - 関白左大臣。師基息。
- 洞院実世 - 従一位左大臣。
- 堀川光継（藤原光継） - 従二位権中納言兼信濃国司。
- 二条為冬 - 歌道二条派の権大納言二条為世末子。1335年(建武2年)12月12日箱根・竹ノ下の戦いで討死（佐野原神社）。
- 日野邦光 - 従三位権中納言。日野資朝の子。
- 西園寺公俊 - 権大納言。伊予西園寺氏の祖。
- 花山院長親 - 内大臣。花山院師賢の孫。平尾合戦に参加。
- 北畠親房 - 従一位准大臣。軍事指導者というより政治指導者。
  - 北畠顕家 - 従二位権中納言兼陸奥大介鎮守府大将軍。親房の子。
    - 北畠顕成 - 従二位内大臣。顕家息。ただし兵を率いた事例は乏しい。

  - 北畠顕信 - 従一位右大臣。鎮守府将軍。顕家弟。
    - 北畠守親 - 正二位大納言。陸奥国司。顕信息。

  - 北畠顕能 - 従一位右大臣。顕家・顕信弟。末期南朝の柱石的な指導者。
    -       - 北畠顕泰 - 正二位権大納言兼右近衛大将。顕能息。伊勢国司北畠家の祖。
- 春日顕国 - 左近衛中将、侍従。北畠親房・顕家の下で主に関東を転戦。捕縛され処刑。